# Hatfields & McCoys
Hatfields & McCoys é uma minissérie norte-americana de três capítulos baseada na rivalidade entre a família  Hatfield e a McCoy e foi produzida pelo History. Originalmente, os episódios foram ao ar nos dias 28, 29 e 30 de maio de 2012.
No Brasil, a minissérie estreou no canal Space, em 14 de janeiro de 2013. Em janeiro de 2015, o SBT exibiu a minissérie, até então inédita na programação aberta.

## Sinopse
A minissérie é baseada no conflito Hatfields-McCoys durante o século XIX, que se iniciou com as desavenças entre Anse Hatfield e Randall McCoy, que eram amigos e lutaram juntos na Guerra de Secessão do seu país. Mais tarde, quando cada um retornou aos seus lares e famílias, tem início uma longa, violenta e brutal rivalidade de 28 anos, que custou a vida de membros das duas famílias.

## Personagens e atores
- Kevin Costner como William Anderson "Demônio Anse" Hatfield
- Bill Paxton como Randolph "Randall" McCoy
- Tom Berenger como Jim Vance
- Matt Barr como Johnson "Johnse" Hatfield
- Jena Malone como Nancy McCoy
- Sam Reid como Tolbert McCoy
- Powers Boothe como Judge Valentine "Wall" Hatfield
- Andrew Howard como "Bad" Frank Phillips
- Sarah Parish como Levicy Hatfield
- Lindsay Pulsipher como Roseanna McCoy
- Ronan Vibert como Perry Cline
- Joe Absolom as Selkirk McCoy
- Noel Fisher como Ellison "Cotton Top" Mounts
- Boyd Holbrook como William "Cap" Hatfield
- Tom McKay como Jim McCoy
- Mare Winningham como Sally McCoy
- Michael Jibson como Phamer McCoy
- Greg Patmore como Good 'Lias Hatfield
- Damian O'Hare como Ellison Hatfield
- Nick Dunning como Reverendo Garrett

## Transmissões Internacionais
| País        | Canal     | Estreia    | Horário |
| ----------- | --------- | ---------- | ------- |
| Reino Unido | Channel 5 | 25/10/2012 | 21:00   |
| Brasil      | Space     | 14/01/2013 | 22:00   |
| Brasil      | SBT       | 06/01/2015 | 23:15   |
| Brasil      | Band      | 03/01/2022 | 21:15   |

## Recepção
Hatfields & McCoys teve recepção geralmente favorável por parte da crítica especializada. Com base de 20 avaliações profissionais, alcançou uma pontuação de 68% no Metacritic.

## Lançamento
Em 31 de julho de 2012 a Sony Pictures Home Entertainment lançou o DVD e Blu-ray da minissérie.